# (7662) 1994 RM1
1994 أر أم 1 (ويعرف أيضًا باسم (7662) 1994 أر أم 1 وفق تسمية الكوكب الصغير) (بالإنجليزية: 1994 RM1)‏ هو كويكب ضمن حزام الكويكبات؛ وترتيبه 7662 من حيث الاكتشاف.
اكتُشف هذا الجُرم الفلكي بواسطة تاكيشي أوراتا ‏ في 3 سبتمبر 1994.

## وصلات خارجية
- (7662) 1994 RM1 في قاعدة بيانات مختبر الدفع النفاث لأجرام النظام الشمسي الصغيرة

- الاكتشاف · مخطط المدار ·  العناصر المدارية · المعلمات المادية

- (7662) 1994 RM1 على موقع ويكي سكاي: DSS2, SDSS, GALEX, IRAS, Hydrogen α, X-Ray, Astrophoto, Sky Map, Articles and images